# Fernando Oris de Roa
Fernando Oris de Roa es un empresario argentino, que se desempeñó como embajador argentino en Estados Unidos entre 2018 y 2019.

## Carrera
Ha ocupado cargos ejecutivos en varias empresas dedicadas al sector agroexporador. Entre 1970 y 1993 fue presidente de la Compañía Continental de Cereales. Previamente había ocupado puestos gerenciales de esa misma empresa en Estados Unidos, Brasil, España y Suiza. Posteriormente, adquirió la procesadora y exporadora de limones San Miguel, ubicada en la provincia de Tucumán. 
En 1999 fue coautor del libro Solvencia emocional. Aprendiendo a generar bienestar, junto con María Carmen Gear y Ernesto César Liendo.
Entre 2003 y 2011 dirigió la empresa avicultora Avex S.A., ubicada en Córdoba, y desde ese último año dirige Expofrut S.A., que se dedica al procesamiento y exporación de peras y manzanas en la provincia de Río Negro. También forma parte de la conducción de Pequeña Destilería Argentina y de Orocobre, empresa dedicada a la extracción de litio en el salar de Olaroz, provincia de Jujuy.
En 2002 realizó una Maestría en Administración Pública en la Escuela de Gobierno John F. Kennedy de la Universidad de Harvard en Estados Unidos. Entre 2003 y 2004 fue asesor en temas institucionales en la Corte Penal Internacional en La Haya, Países Bajos, acompañando a Luis Moreno Ocampo.
Entre marzo y noviembre de 2016 fue subsecretario de Inversiones de la Ciudad Autónoma de Buenos Aires, dentro del Ministerio de Modernización encabezado por Andy Freire. Entre otros cargos, ha formado parte del Centro de Implementación de Políticas Públicas para la Equidad y el Crecimiento, ha sido miembro del Consejo Consultivo del David Rockefeller Center For Latin American Studies y del consejo de administración de la Universidad de San Andrés.
El 3 de noviembre de 2017 Mauricio Macri lo designó Embajador de Argentina en Estados Unidos.
Está casado y tiene tres hijos.
El emprendedor y político argentino Andy Freire lo ha definido como su mentor.

## Expofrut y la desaparición de Daniel Solano
En 2011 se produjo la desaparición forzada de un trabajador de su empresa Expofrut. La familia denunció un posible crimen planificado por los dueños de la empresa que lo había contratado, para encubrir el fraude laboral que estaban cometiendo. Supuestamente las empresas Expofrut y Agrocosecha estafaban a sus trabajadores reteniéndoles la mitad del sueldo convenido, lo que según el abogado de Solano elevaba la cantidad estafada en los últimos cuatro años a los 18 millones de pesos.
Solano estaba organizando una protesta y, según su hermana, Romina Solano, «él estaba animando a los demás para hacer una protesta porque no les pagaban como les habían prometido cuando fueron a contratarlos a Tartagal». Las condiciones laborales de la empresa eran pésimas, los trabajadores vivían hacinados y con un salario muy por debajo de lo acordado. Ante esta situación, Solano comenzó a organizar a sus compañeros para luchar por sus derechos. Al día siguiente de comenzar a alertaros, fue a bailar al boliche Macuba, pero a las 3 de la mañana fue sacado por los policías, lo golpearon y lo subieron a una camioneta. Permanece desaparecido desde entonces.
Algunos medios destacaron el rol de Fernando Oris de Roa, quien estuvo vinculado a la empresa Expofrut, para la que Daniel Solano trabajaba en condiciones precarias y durante la cual se produjo su desaparición. Su posterior designación como embajador por el presidente Mauricio Macri fue criticada fuertemente por supuesta vinculación con la desaparición del joven.